# アン・ハミルトン (ハミルトン公爵夫人)

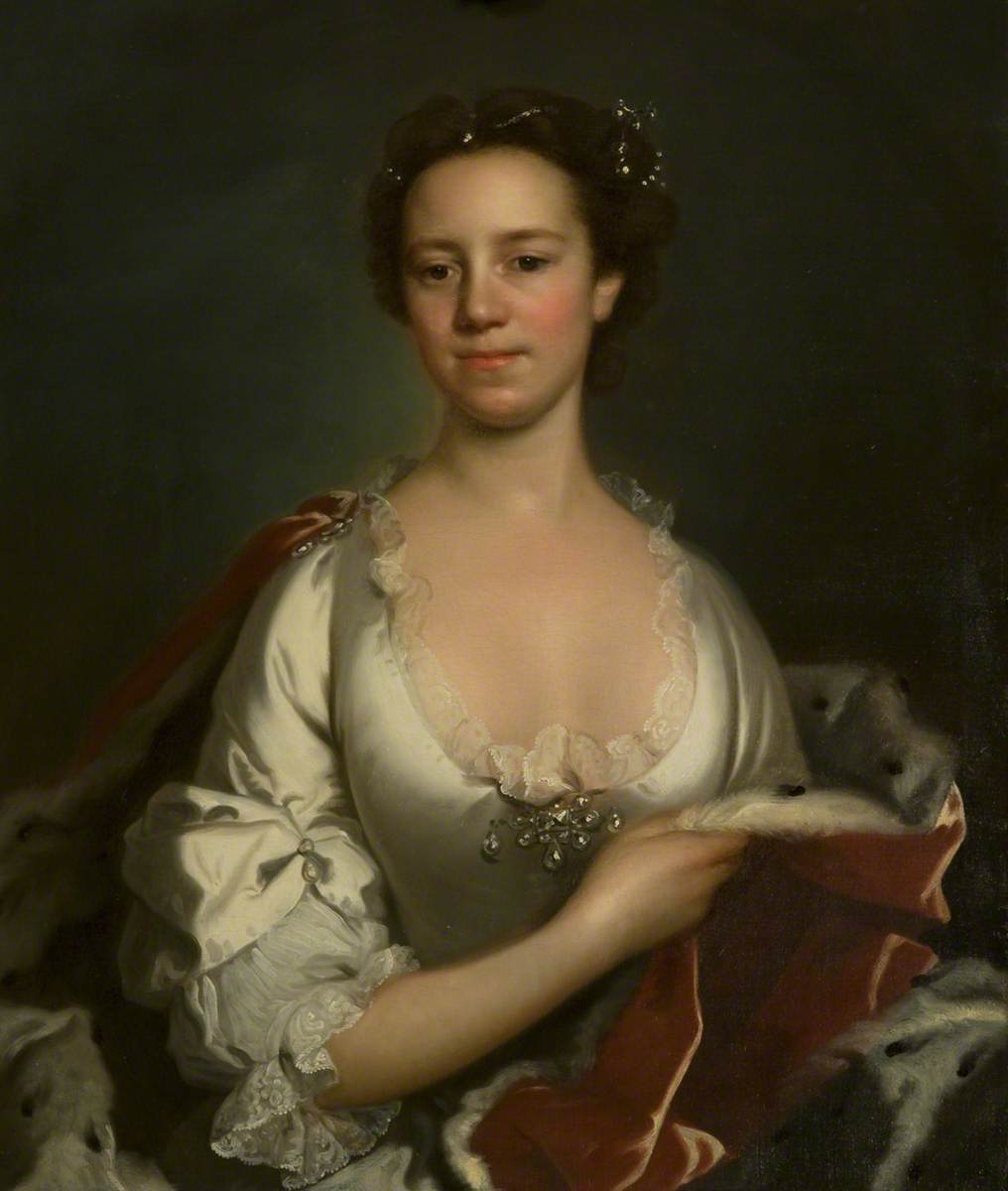
ウィリアム・ホーアによる肖像画。

ハミルトン公爵夫人アン・ハミルトン（英語: Anne Hamilton, Duchess of Hamilton、出生名アン・スペンサー（Anne Spencer）、1716年 – 1771年3月9日）は、グレートブリテン王国の貴族夫人。1人目の夫は第5代ハミルトン公爵ジェームズ・ハミルトン。

## 生涯
エドワード・スペンサー（Edward Spencer）の娘として、1716年に生まれた。父の相続人であり、1737年の結婚時点で7万ポンドの財産があったという。
1737年8月21日、セント・ジョージ・ハノーヴァー・スクエアで第5代ハミルトン公爵ジェームズ・ハミルトンと結婚、2男1女をもうけた。
- アン（1738年11月 – 1780年11月11日） - 1761年11月16日、第5代ドニゴール伯爵アーサー・チチェスター（1791年にドニゴール侯爵に叙爵）と結婚、子供あり[4]
- アーチボルド（1740年7月15日 – 1819年2月16日） - 第9代ハミルトン公爵[1]
- スペンサー（1742年6月 – 1791年3月20日） - 陸軍軍人、生涯未婚[3]

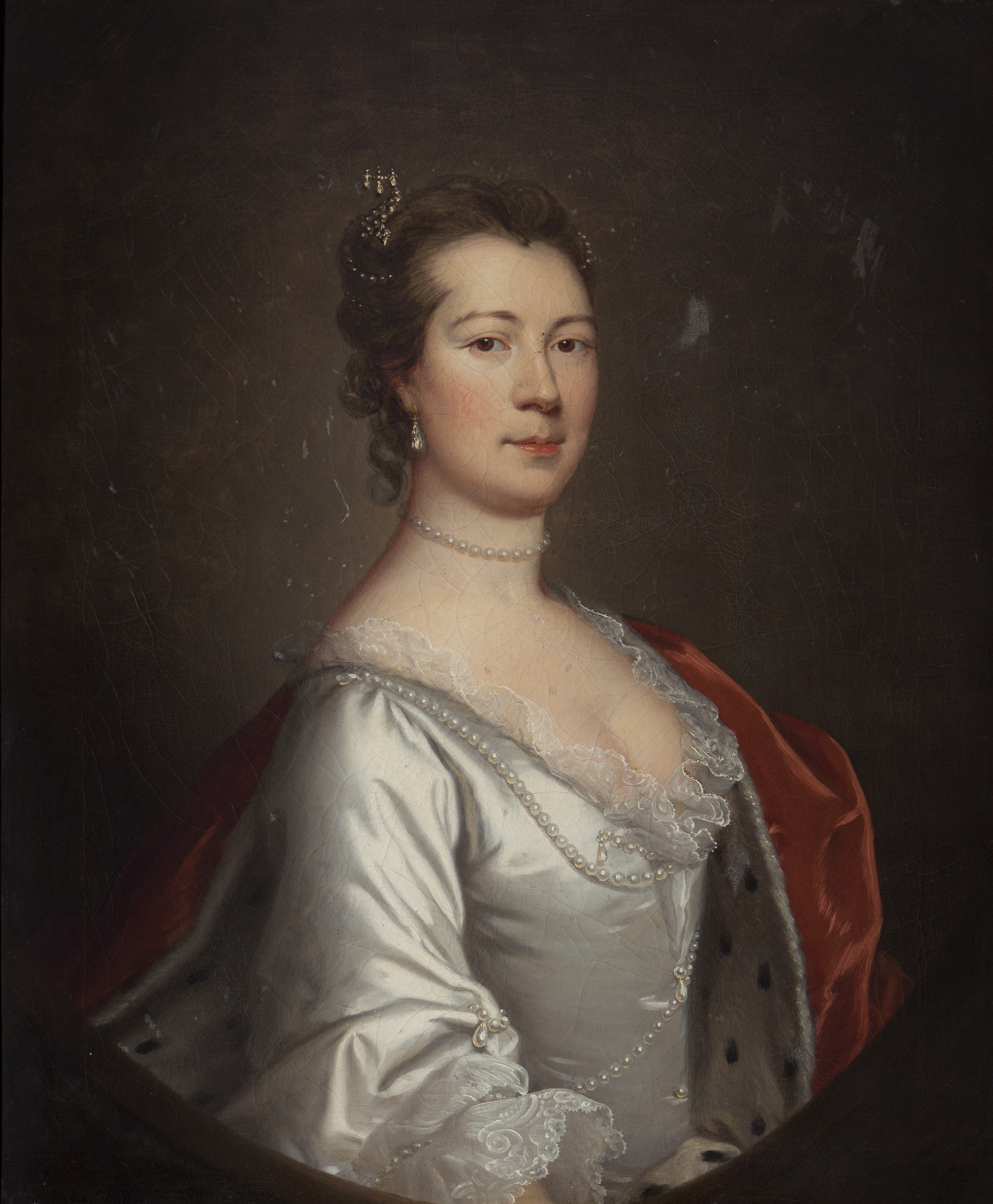
トマス・バードウェルによる肖像画、1750年。

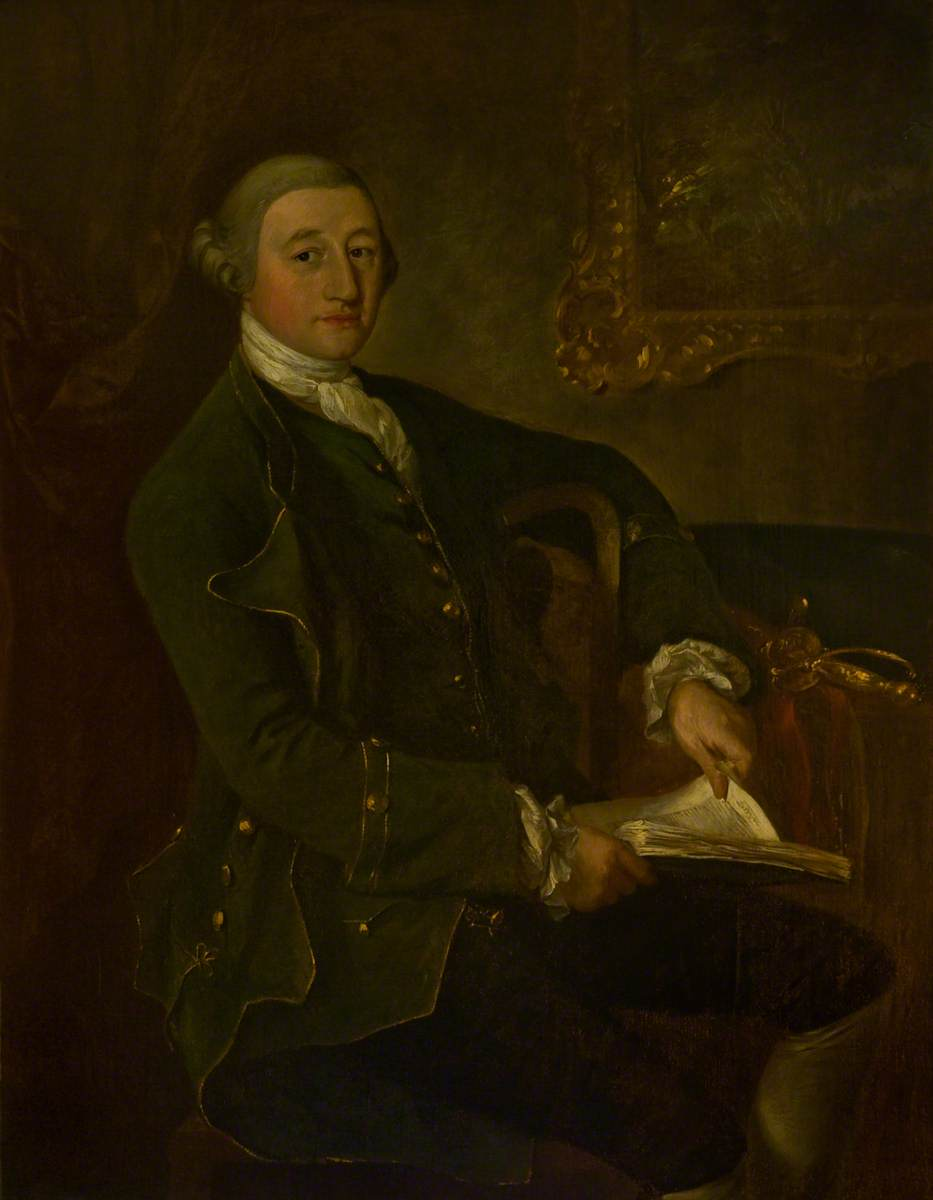
2人目の夫リチャード・サヴェージ・ナッソー閣下、トマス・ゲインズバラ画。

ハミルトン公爵は1743年3月2日に死去した。1751年12月22日、リチャード・サヴェージ・ナッソー閣下（1723年6月1日 – 1780年5月17日、第3代ロッチフォード伯爵フレデリック・ナッソー・ド・ザイレステインの次男）と再婚、2男1女をもうけた。
- ルーシー（1752年11月3日 – 1762年） - 生涯未婚[6]
- ウィリアム・ヘンリー（1754年6月28日 – 1830年9月3日） - 第5代ロッチフォード伯爵[7]
- ジョージ・リチャード・サヴェージ（英語版）（1756年9月5日 – 1823年8月18日） - 蔵書家、生涯未婚[2]

1771年3月9日に死去、遺言状に基づきサフォークのイーストンで埋葬された。遺産は長男アーチボルドが継承した。